# Аудеркерк
Аудеркерк (нидерл. Ouderkerk) — община в провинции Южная Голландия (Нидерланды). Была образована в 1985 году в результате муниципальной реформы. Населённые пункты, входящие в общину, расположены на реке Холландсе-Эйссел.